# Gniechowice

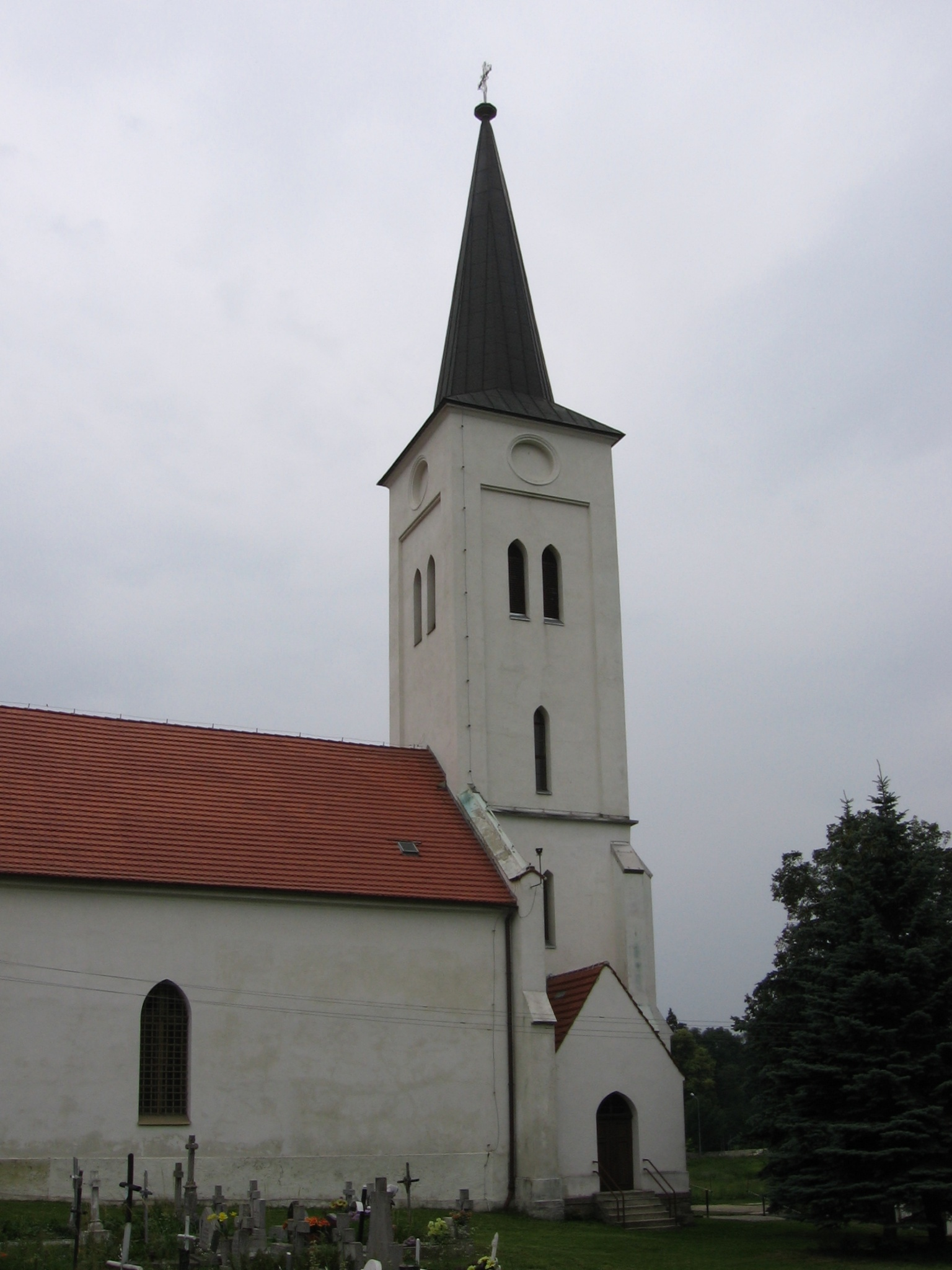
Kościół św. Filomeny w Gniechowicach

Gniechowice (niem. Gnichwitz, Altenrode N.S.) – wieś w Polsce, położona w województwie dolnośląskim, w powiecie wrocławskim, w gminie Kąty Wrocławskie.

## Infrastruktura
Przez Gniechowice przebiega droga krajowa nr 35, z którą krzyżuje się droga wojewódzka nr 346.

## Nazwa
W księdze łacińskiej Liber fundationis episcopatus Vratislaviensis (pol. Księga uposażeń biskupstwa wrocławskiego) spisanej za czasów biskupa Henryka z Wierzbna w latach 1295–1305 miejscowość wymieniona jest w zlatynizownej formie Gnechwitz W 1299 wzmiankowano plebana z Gnechowiz. 
Nazwa Gnichwitz utrzymała się aż do dojścia do władzy narodowych socjalistów, a 26 stycznia 1937 r. w miejsce nazwy Gnichwitz wprowadzono całkowicie niemiecką nazwę Yorckschwert, 27 lutego 1937 r. nadano miejscowości nazwę Altenrode (Niederschles). 12 listopada 1946 r. nadano miejscowości polską nazwę Gniechowice.

## Historia
W Gniechowicach odnaleziono oznaki osadnictwa z okresu neolitu.
W lutym 1945 r. miejscowość została zajęta przez wojska radzieckie. Po przejęciu władzy przez administrację polską ówczesną ludność wysiedlono do Niemiec.
W latach 1945–1954 miejscowość była siedzibą gminy Gniechowice. W latach 1954–1972 wieś należała i była siedzibą władz gromady Gniechowice. W latach 1975–1998 miejscowość należała administracyjnie do województwa wrocławskiego.

## Parafia w datach
Zestawienie najważniejszych wydarzeń
- 1299 – pierwsze wzmianki o kościele w dokumentach kanonika wrocławskiego Johannesa, proboszczem świątyni był Wilhelm;
- 1404 – zniszczenie kościoła podczas pożaru wsi wywołanego w wyniku zatargu między mieszczanami a książętami Bernardem z Niemodlina i Bolkiem z Opola
- II połowa XV w. – budowa nowego kościoła, który stoi do dziś
- 1517-1535 – przejęcie kościoła przez protestantów
- 1642 – znaczne uszkodzenie kościoła w czasie pożaru wsi, odbudowa kościoła z wykorzystaniem starych murów
- 1653 – rekatolizowanie kościoła
- 1677-1679 – wzmiankowany, jako kryty gontem z drewniana wieżyczką na sygnaturkę
- 1706 – wzmiankowany, jako kościół bez wieżyczki, sklepione prezbiterium
- I połowa XVIII w. – kościół zostaje filialną świątynią parafii w Zachowicach
- 1845 – zostaje kościołem parafialnym
- 1838-1854 – remont kościoła, zarówno wewnętrzny jak i zewnętrzny
- 1872 – 1873 – budowa wieży i dwóch przybudówek przylegających do niej
- 1935 – 1936 -gruntowny remont świątyni

## Zabytki
Do wojewódzkiego rejestru zabytków wpisane są:
- zespół pałacowy, z XVIII-XIX w.:
  - pałac – zakupiony przez osobę prywatną nie był remontowany, opuszczony zaczął niszczeć. Na początku XXI w. zakupiony przez kolejnego właściciela, który rozpoczął prace remontowe, ale je przerwał.
  - park, na drugim brzegu rzeki Czarna Woda
  - kopiec na którym wznosił się w 1582 roku dwór w postaci wieży otoczonej fosą przedtawionej na rycinie F.B.Wernera. W 1857 roku wieżę rozebrano[6].
- Kościół św. Filomeny w Gniechowicach, gotycki z XV w., otoczony kamiennym murem obronnym, odrestaurowany w połowie XIX w.; z tego okresu pochodzi neobarokowe wyposażenie.